# Наглите
„Наглите“ са група българи, задържани през декември 2009 г. и обвинени в участие в организирана престъпна група за отвличания с цел получаване на откупи. Те са арестувани след постъпване на оперативни данни от заловен случайно при друго престъпление информатор, който предлага да съдейства срещу статус на защитен свидетел и на практика предава групата доброволно и по своя инициатива, бидейки и участник в нея. Полицията тогава кръщава операцията по задържането на общо около 25 души в София, Велико Търново и Монтана с кодовото название „Наглите“. Първата операция се провежда в нощта на 16 срещу 17 декември 2009 г., а пет дни по-късно следва и „Наглите 2“, с още задържани. При втората операция един командос от СОБТ е прострелян в китката. По-късно част от задържаните при тези акции са изправени пред съда.
През декември 2010 започва делото срещу деветима души. Те са обвинени за десет отвличания и един опит за убийство. За единадесето отвличане също свързано с тях не бяха намерени достатъчно доказателства за да бъде повдигнато обвинение. Тъй като прокуратурата не повдига обвинения и за изнудване, предалите откупите не могат да искат възстановяване на парите им от съдените. При осъдителна присъда срещу обвиняемите обаче, изнудените биха могли да направят това като заведат граждански дела.

## История
Групата става известна със серия показни отвличания на роднини на бизнесмени, за които се искат големи откупи от по няколкостотин хиляди лева. За забавяне или недостиг в плащанията, Наглите отрязват пръсти от ръцете на отвлечените. Професионалният начин на извършването на това кара разследващите да предполагат, че има замесен лекар в отвличанията.
Отвлечените са били държани в малка стая, някои от тях са били връзвани с белезници за пода. Не са виждали лицата на похитителите си, а само са чували гласовете им – инструктирани са да си слагат качулки на главите всеки път когато някой от похитителите е влизал в помещението, някои са били държани с тапи в ушите. На някои от похитените им е давано радио да слушат, или радиатор с който да се отопляват. На най-малко един от отвлечените са му дадени пари за такси когато е пуснат.

## Дело
Повдигнати са общо 13 обвинения срещу Наглите: 11 за отвличане, 1 за опит за отвличане и едно обвинение за създаване на организирана престъпна група. Дванадесето отвличане, за което прокуратурата твърди, че е извършено от Наглите, не са представени достатъчно доказателства пред съда и обвинения не са повдигнати срещу Наглите за него.
Отвлечените предявяват и парични искове за неимуществени вреди. Подсъдимите по делото са девет. Това са Ивайло Евтимов, Прокопи Прокопиев, Даниел Димитров, Кирил Кирилов, Павел Петков, Любомир Димитров, Цветозар Славчев, Радослав Лебешковски и Митко Лебешковски.
Вечерта на 24 март 2012, по-малко от две седмици преди Софийският градски съд да прочете присъдите по делото, е убит единият от обвиняемите – Кирил Кирилов – Шкафа. По това време Кирилов е на свобода, тъй като е пуснат след като излежава присъда за други престъпления и прокуратурата след това не е поискала той да бъде задържан по делото „Наглите“.

## Присъди
Делото приключва на първа инстанция на 2 април 2012 г. Четирима от Наглите са признати за виновни:
- Ивайло Евтимов–Йожи – осъден на 18 години затвор
- Прокопи Прокопиев–Културиста – 18 години
- Даниел Димитров–Релето – 18 години
- Любомир Димитров–Гребеца – 15 години, намалени на 10 години на последна инстанция

Тези присъди са с по 50% по-дълги от обичайните поради голямата степен на обществена опасност на престъпленията. Така общите години на осъдените са 444, но според българското законодателство само най-дългата присъда се излежава. Осъдените трябва да платят и обезщетения в размер от 915 000 лева на жертвите си.
Петима от Наглите са оправдани още на първа инстанция. Те са:
- Павел Петков–Прасето
- Цветозар Славчев–Цуро
- Явор Попов - Секса
- Митко Лебешковски (условна присъда за незаконно притежание на оръжие)
- Радослав Лебешковски (условна присъда за незаконно притежание на оръжие)

От още петима приети от съда за участие в престъпленията, двама са защитени свидетели:
- Деян Петков-Деки
- Валентин Михайлов–Ихтиманския
- Найден Недев

а двама са убити:
- Кирил Кирилов–Шкафа – убит седмица преди да приключи делото
- Иван Пайнавелов–Сапата – убит преди да започне делото

След приключването на делото на първа инстанция, все още остават неизвестни организаторите, които стоят зад отвличанията. Парите платени за откупите също не са открити.
През март 2013 г. Софийския апелативен съд потвърждава присъдите на осъдените, но ги оневинява за отвличанията на рецидивиста Васил Маникатов, бившия митничар Георги Георгиев-Пурата и на Борислав Атанасов.
През 2014 г. Върховния касационен съд намалява присъдата на Любомир Димитров–Гребеца от 15 на 10 г. заради дадените от него самопризнания по време на досъдебното производство, които по-късно отрекъл, но помогнали за осъждането на групата. Присъдите на останалите остават непроменени. (През 2015 Гребеца отива на съд и за две убийства – на Юлиян Лефтеров-Конгфуто и Иван Пайнавелов-Сапата.)

## Отвличанията
Отвличания, за които са обвинени „Наглите“ са:
- Ангел и Камелия Бончеви – Тогавашният президент на футболен клуб Литекс (Ловеч) Ангел Бончев е отвлечен на 22 май 2008 г. На 10 юли същата година, при предаване на откупа от жена му Камелия, самата тя е успешно отвлечена, въпреки че е била следвана от разследващите органи.[13] Бончев е освободен, но похитителите искат от него да преведе пари на фондация „Утре за всеки“. Впоследствие семейството иска парите си, в размер на 157 000 евро, обратно.[3]
- Михаил Краус, син на Вилхелм Краус, бившият транспортен министър в правителството на Иван Костов, е отвлечен на 24 октомври 2007 г.[14]
- Велислав Величков, син на строителен предприемач,
- Киро Киров, вносителят на строителна техника и машини, е отвлечен на 27 март 2009 г.[15] Синът му оставя 517 000 евро откуп за баща си.[3]
- Мехмед Чакър
- Джорджио Марков
- Георги Георгиев–Пурата – „Наглите“ са оневинени за неговото отвличане на втора и на последна инстанция
- Васил Маникатов – „Наглите“ са оневинени за неговото отвличане на втора и на последна инстанция
- Илиан Цанев
- Борислав Атанасов[3] – „Наглите“ са оневинени за неговото отвличане на втора и на последна инстанция
- Направен опит за отвличане на Борислав Динев.[3]
- Румен Гунински-младши, студент, държан 42 дни в плен,[3] отвлечен на 19 октомври 2009 г.[4] Прокуратурата твърди, че той също е жертва на Наглите, но не успява да представи достатъчно доказателства пред съда и Наглите не са обвиняеми за неговото отвличане.